# Brilbruinvis
De brilbruinvis (Phocoena dioptrica) is een kleine walvisachtige uit de familie der bruinvissen (Phocoenidae). De brilbruinvis wordt soms in zijn eigen geslacht geplaatst, Australophocaena.

## Kenmerken
De brilbruinvis is de grootste soort bruinvis. Hij heeft een ronde kop, kleine, afgeronde borstvinnen, een driehoekige rugvin, die aan de top afgerond en licht naar achteren gebogen is, en een kleine, ingekerfde staart. De rugvin is groter bij volwassen mannetjes. De soort is zwart-wit gekleurd, met een duidelijk gescheiden zwarte rugzijde en witte buikzijde. Ook de staartwortel en de borstvinnen zijn wit. Om de ogen loopt een zwarte kring, waar weer een witte rand omheen loopt. Hieraan dankt het dier zijn naam. De lippen zijn zwart. De staart is aan de bovenzijde zwart en aan de onderzijde lichtgrijs van kleur. Van de mondhoeken naar de borstvinnen loopt een zwarte lijn. Deze soort heeft 17 tot 23 paar tanden in de bovenkaak en 16 tot 20 paar afgevlakte tanden in de onderkaak. De brilbruinvis wordt tussen de 1,8 en 2,3 m lang en 100 tot 180 kg zwaar. Mannetjes worden ongeveer 2,2 m lang, vrouwtjes ongeveer 2 m.

## Leefwijze
De brilbruinvis wordt voornamelijk alleen of in paren waargenomen. Hij voedt zich met vissen en inktvissen.

## Verspreiding
De brilbruinvis komt heeft een circumpolair verspreidingsgebied en komt voor in de koude subantarctische zeeën op het Zuidelijk Halfrond. In tegenstelling tot de meeste andere bruinvissen, die voornamelijk in kustwateren voorkomen, wordt de brilbruinvis meestal op open zee aangetroffen. De brilbruinvis wordt zelden waargenomen en er is weinig over de soort bekend. Hij mijdt schepen.